# Koobi Fora
Koobi Fora (/kubi fɔrə/) je prapovijesni arheološki lokalitet i pokrajina koja je nalazi u sjevernoj Keniji, na istočnoj obali jezera Turkana, 746 kilometara udaljena od glavnog grada Nairobija, gdje su otkriveni fosilni nalazi hominida. Koobi Fora obuhvaća površinu od oko 700 kvadratnih milja.

## Povijest istraživanja
Istraživanje lokaliteta započelo je 1968. godine kada su otkriveni fosilni ostaci hominida iz doba pliocena i pleistocena (otkriveno je 70 fosilnih nalaza). Pronađeni fosili australopiteka datirani su na oko 2 milijuna godina starosti. Između 1968. i 1972. godine otkriveno je 87 ostataka hominida, kao i kameni alati i fosilizirane kosti životinja.
Prvu lubanju australopiteka na lokalitetu otkrio je paleontolog Richard Leakey, a kasnije su okriveni ostaci homo habilisa i homo erectusa. Do 1994. godine na lokalitetu je otkriveno 200 fosilnih ostataka hominida među kojima su najznačajniji oni iz porodice australopiteka i porodice Homo:
- Australopithecus anamensis
- Australopithecus boisei
- Homo habilis
- Homo rudolfensis
- Homo ergaster

## Vanjske poveznice
- Projekt Koobi Fora, pristupljeno 4. ožujka 2014.